# Поляков, Алексей Геннадьевич (историк)
Алексе́й Генна́дьевич Поляко́в (17 марта 1979, деревня Поповка, Уржумский район, Кировская область) — российский историк, краевед, преподаватель высшей школы. Кандидат исторических наук (2007).

## Биография
Родился 17 марта 1979 года в деревне Поповка Уржумского района. В 1981 году семья переехала в село Шурма Уржумского района. В 1996 году окончил Шурминскую среднюю школу.
В 2001 году окончил Вятский государственный гуманитарный университет по специальности «Преподаватель истории и права».
В 2001—2004 годы Проходил военную службу по контракту в звании старшего лейтенанта, ветеран боевых действий в Чеченской Республике. Награждён нагрудным Знаком «За отличие в службе ВВ МВД России II степени» (2002). Затем работал заместителем директора по службе частного охранного предприятия (2004—2005), директором частного охранного предприятия (2005).
В 2006 году перешёл на преподавательскую работу. С 2007 года — доцент кафедры гуманитарно-социальных дисциплин филиала Московского государственного индустриального университета в городе Кирове.
В 2007 году защитил диссертацию «Церковно-государственные отношения в 1917 — середине 1920-х годов» (На материалах Вятской губернии) на соискание учёной степени кандидата исторических наук. Научный руководитель: доктор исторических наук, профессор Владимир Бакулин. Официальные оппоненты: доктор исторических наук, профессор Владимир Чупров и кандидат исторических наук, доцент Вельтер Худяев.
С 2006 — председатель научного общества «Самобытная Вятка». Сфера интересов: история история церковно-государственных отношений, религиоведение, этноконфессиональная история вятского края.
Помощник директора Кировского филиала Российской академии народного хозяйства и государственной службы при Президенте Российской Федерации.

## Публикации
статьи
- Позиция руководства Русской православной церкви по отношению к советской власти в конце 1917 — середине 1918 гг. (историография вопроса) // Вопросы российской и всемирной истории Материалы межвузовской V научнопрактической конференции «Дискуссионные вопросы российской истории в вузовском и школьном курсах» — Арзамас АГПИ, 2002 — С. 73-78. (соавтор: Л. Г. Сахарова)
- Реакция РПЦ на голод 1921—1922 гг и на кампанию по изъятию церковных ценностей (к историографии вопроса 1922 — конец 1980-х гг.) // Межвузовский сборник научных и научнометодических трудов за 2002 год — Вып. 7, ч. 2 — Киров: Изд-во ВГУ, 2003. — С. 41-44.
- Православное духовенство Вятской губернии и политические репрессии в 1918—1921 гг. // Русская православная церковь в мировой и отечественной истории Материалы всероссийской научно-практической конференции, 17-19 мая 2006 / Отв ред Р В Каурин — Нижний Новгород НГПУ, 2006 — С 178—182 (соавтор: Л. Г. Сахарова)
- К вопросу о необходимости новых подходов в изучении истории взаимоотношений Советского государства и церкви в 1917—1927 гг // Всероссийская научно-техническая конференция «Наука — производство — технологии — экология» Сборник материалов в 8 т. — Киров: Изд-во Вят. ГУ, 2006. — Том 8 — С. 315—317. (соавтор: Л. Г. Сахарова)
- К вопросу о снижении уровня религиозности у молодежи в 1920-е годы // Архив в XXI веке традиции и перспективы развития материалы арх Чтений, Киров, 10 октября 2006 г. — Киров, 2006. — С 151—155. (соавтор: Л. Г. Сахарова)
- Отношение православного духовенства и населения Вятской губернии к конфессиональной политике советской власти (осень 1918—1920 гг) // Самобытная Вятка. Сборник научных статей по результатам реализации грантового проекта «Самобытная Вятка», победителя конкурса социальных инициатив молодежи 2006 г. / Отв редакторы и составители к.и.н. Л. Г. Сахарова, ст. преп А. Г. Поляков — Киров, 2006 — С. 71-81.
- Традиционные религиозные верования вятских марийцев и конфессиональная политика государства в 1917 — середине 1920-х гг. // Самобытная Вятка. Сборник научных статей по результатам реализации грантового проекта «Самобытная Вятка», победителя конкурса социальных инициатив молодежи 2006 г / Отв. редакторы и составители к.и.н. Л. Г. Сахарова, ст. преп. А. Г. Поляков — Киров, 2006 — С 135—140. (соавтор: Л. Г. Сахарова)
- Отношение духовенства Вятской губернии к вопросу о легитимности обновленческого и тихоновского течений Русской православной церкви во второй половине 1923—1926 гг. // Самобытная Вятка Сборник научных статей по результатам реализации грантового проекта «Самобытная Вятка», победителя конкурса социальных инициатив молодёжи 2006 г. / Отв редакторы и составители к.и.н. Л. Г. Сахарова, ст. преп. А. Г. Поляков — Киров, 2006 — С. 81-95.
- Некоторые аспекты процесса адаптации православного духовенства к условиям сосуществования с советской властью в 1918—1921 годах // Всероссийская научно-техническая конференция «Наука — производство — технологии — экология» Сборник материалов в 8 т. — Киров: Изд-во ВятГУ, 2006 — Том. 7. — С. 186—191.
- Церковно-государственные отношения в Вятской губернии в конце 1917 — середине 1920-х гг. историография вопроса // Самобытная Вятка. Сборник научных статей по результатам реализации грантового проекта «Самобытная Вятка», победителя конкурса социальных инициатив молодежи 2006 г. / Отв. редакторы и составители к.и.н. Л. Г. Сахарова, ст. преп. А. Г. Поляков. — Киров, 2006 — С. 95-135.
- Zur Frage Uber die Notwendigkeit des neuen Herangehens in der Erforschung geschichthcher Zusammenhange des sowjetischen Staates und der Kirche in den Jahren 1917—1927 // Всероссийская научно-техническая конференция «Наука — производство — технологии — экология»: Сборник материалов в 8 т — Киров Изд-во Вят ГУ, 2006 — Том 8. — С 318—320.
- Государственно-церковные взаимоотношения и политические репрессии в 1918—1921 гг. (на материалах Вятской губернии) // Архив в XXI веке: традиции и перспективы развития материалы арх. Чтений, Киров, Юокт 2006 г. — Киров, 2006. — С 140—150.
- Некоторые аспекты экономической адаптации православного духовенства к новым материальным условиям существования с советской властью в 1918—1921 гг. (на материалах государственных архивов Кировской области) // Проблемы современной экономики Евразийский международный научно-аналитический журнал — 2006. — № 3/4 (19/20). — С. 482—485.
- Православное духовенство Вятской губернии после февральской революции 1917 г. // Уральский исторический вестник. — 2008. — № 4 (21). — С. 65-70.
- Развитие культуры межконфессиональных отношений у студентов медицинского вуза // Вятский медицинский вестник. — 2010. — № 3. — С. 71-74. (соавторы: Л. Г. Сахарова, В. Е. Слотин)
- Деятельность спецслужб по ликвидации викторианского течения в Русской Православной Церкви (конец 1920-х гг. — 1932 г.) // Вестник Поморского университета. Серия: Гуманитарные и социальные науки. 2010. — № 11. — С. 50-54.
- Методологические аспекты исследования церковно-государственных отношений и внутрицерковных процессов в контексте модернизации государства в конце 1920-х гг // Исторические, философские, политические и юридические науки, культурология и искусствоведение. Вопросы теории и практики. — 2011. — № 4-2 (10). — С. 138—145.
- Радикальная церковная оппозиция сталинской модернизации на примере церковно-монархической крестьянской партии // Вестник Брянского государственного университета. — 2011. — № 2. — С. 91-95.
- Политическая позиция верующих викторианского течения в Русской православной церкви в 1927—1932 гг // Клио. — 2011. — № 2(53). — С. 87-88.
  - Политическая позиция верующих Викторианского течения в Русской Православной Церкви в 1927—1932 гг // Известия Тульского государственного университета. Гуманитарные науки. — 2011. — № 1. — С. 202—210.
- Управление викторианским течением в Русской православной церкви (апрель 1928 — май 1931 г.) // Вестник Ленинградского государственного университета им. А. С. Пушкина. — 2011. — Т. 4, № 2. — С. 106—112.
- Возникновение церковных разделений в конце 1920-х гг. в контексте модернизации государства // Вестник Вятского государственного гуманитарного университета. — 2011. — № 2-5. — С. 115—119.
- Личность епископа Виктора (Островидова) в системе церковно-государственных отношений (в период 1920 г. — лето 1926 г.) // Вестник Вятского государственного гуманитарного университета. — 2011. — № 2-1. — С. 26-30.
- Позиция епископа Виктора (Островидова) по отношению к церковно-политическому курсу митрополита Сергия (Страгородского) // КЛИО. Журнал для учёных, 2011. — № 1 (52). — С. 43-47.
- Ликвидация подполья викторианского течения в Русской Православной Церкви (в 1933—1940-х гг.) // Религиоведение, 2011. — № 2. — С. 34-41.
- Церковно-монархическая крестьянская партия // Власть, 2011. — № 7. — С. 153—155.
- Викторианское течение в Русской Православной Церкви: «раскол» или «оппозиция» // Известия Самарского научного центра Российской академии наук, 2011. — Том 13, № 3 (41). — С. 235—239.
- Религиозно-политические взгляды епископа Виктора (Островидова): время и масштабы распространения // Известия высших учебных заведений. Северо-Кавказский регион. Общественные науки. — 2011. — № 4 (164). — С. 50-53.
- Викторианское течение в Русской Православной Церкви: от легальности к подполью // Вестник Московского государственного областного университета. Серия «История и политические науки». — 2011. — № 2. — С. 176—180.
- Динамика распространения викторианского течения в Русской православной церкви в конце 1920-х гг // Известия высших учебных заведений. Поволжский регион. Гуманитарные науки. — 2011. — № 4. — С. 3—10.
- Формирование у студентов-медиков культуры межконфессиональных отношений // Среднее профессиональное образование. — 2011. — № 4. — С. 15-16. (соавтор: Л. Г. Сахарова)
- Die viktorianische Strömung in der russischen orthodoxen Kirche am Anfang des 20. Jahrhunderts und das Verhältnis der Kirche gegenüber demsowjetischen Staat // Orthodoxes Forum: Zeitschrift des Instituts für OrthodoxeTheologie der Universität München, 26. 2012. — 1. — S. 27-33 (Поляков А. Г. Викторианское течение в Русской православной церкви в начале 20 века, и отношение церкви к советской власти // Православный форум: журнал института православной теологии Мюнхенского университета, 26.2012, 1, С.27-33).
- Сущность Викторианского течения в Русской Православной Церкви глазами сторонников митрополита Сергия (Страгородского) (октябрь 1927 — начало 1929 гг.) // Вестник Удмуртского университета. Серия «История и филология». — 2012. — № 1. — С. 127—130.
- Церковно-государственные и внутрицерковные отношения 1920-х годов. Методология исследования проблемы // Философские науки. — 2012. — № 4. — С. 27-39. (соавтор: В. И. Бакулин)
- Религиозный фактор и политический контроль в годы великой отечественной войны на примере Викторианского Подполья // История государства и права. — 2012. — № 21. — С. 14-18.
- Викторианское течение в Русской Православной Церкви: факторы распространения (конец 1927—1928 гг.). // Религиоведение, 2012. — № 1. — С. 38-47.
- Социологический анализ религиозного сознания населения российской провинции (на примере Кировской области) // Человек и религия : Материалы Международной научно-практической конференции, Минск, 14-16 марта 2013 года. — Минск: Четыре четверти, 2013. — С. 127—136. (соавтор: Л. Г. Сахарова)
- Взгляды епископа Виктора (Островидова) на Церковь и церковно-государственные отношения в начале XX в. — 1919 г. // Религиоведение, 2013. — № 2. — С. 46-51.
- Рецепция викторианской оппозиции и апология Декларации 16/29 июля 1927 г. по документам Государственного архива Кировской области // Церковь и время. — 2015. — № 1 (70). — С. 211—226.
- Викторианское течение в Русской Православной Церкви в контексте церковно-государственных отношений // I Островидовские чтения : Сборник статей Первой межрегиональной историко-церковной конференции, Глазов, 1 октября 2015 года. — Глазов: Глазовский государственный педагогический институт им. В. Г. Короленко, 2015. — С. 151—160.
- Политические репрессии истинно-странствующих христиан в конце 1920-х гг.: по материалам архивно-следственного дела // История государства и права. — 2016. — № 16. — С. 47-49.
- Особенности проведения мониторинга в системе государственного управления // Современные тенденции развития менеджмента и государственного управления : Материалы заочной всероссийской научно-практической конференции, Орел, 21 ноября 2017 года / Под редакцией А. В. Полянина. — Орел: Среднерусский институт управления — филиал РАНХиГС, 2017. — С. 121—123. (соавтор: М. Ю. Шило)
- Староверы и советская власть: адаптация и конфликт в 1918 — конце 1920-х годов (на примере Вятской и Нижегородской губерний) // Историческая психология и социология истории. — 2018. — Т. 11, № 1. — С. 139—148.
- Православное общество и политический контроль в годы Гражданской войны // Духовная безопасность и традиционализм : Материалы международной научно-просветительской конференции, Киров, 5 апреля 2023 года / Отв. редактор А. Г. Поляков. — Киров: [б.и.], 2023. — С. 115—121.

монографии
- Русская православная церковь и светская власть в 1917 — середине 1920-х г. : (на материалах Вятской губернии). — Киров : Поляков А. Г., 2007. — 203 с. — ISBN 978-5-903586-08-0
- Виктор (Островидов) — епископ Ижевский и Вотский. — Киров, 2009. — 160 с. — ISBN 978-5-85908-167-7. (соавтор: Кожевников И. Е.)
- Викторианское течение в Русской Православной Церкви. — Киров: Филиал ГОУ ВПО МГИУ в г. Кирове, 2009. — 400 с.
- Викторианское течение в Русской Православной Церкви в контексте церковно-государственных отношений. — Киров : ВЕСИ, 2015. — 282 с. — 500 экз.
- «Правые» разделения в Яранской епархии. — Яранск : [б. и.], 2015. — 148 с. — (История Яранской епархии : серия научных трудов и материалов; вып. 1). — ISBN 978-5-4338-0235-3. — 500 экз.

учебные пособия
- История торговли в России : учебное пособие для учреждений высшего и среднего профессионального образования. — Киров : НОО СПО Кировский торгово-экономический техникум, 2007. — 173 с. — ISBN 978-5-903586-13-4 (соавтор: Л. Г. Сахарова)
  - История торговли в России: учебное пособие для студентов высших учебных заведений, обучающихся по специальности 080301 — Коммерция (торговое дело) и по направлению 100700.62 — Торговое дело. — Изд. 2-е, доп. и перераб. — Киров : б. и., 2012. — 199 с. — ISBN 978-5-4338-0051-9 (соавторы: Л. Г. Сахарова, Г. П. Колышницына)
- Ювенальные технологии в системе профилактики правонарушений среди несовершеннолетних : учебно-методическое пособие. — Киров : Кировская государственная медицинская академия, 2010. — 56 с. (соавторы: Клековкина И. А., Степанов К. С., Сахарова Л. Г.)
- Социально-педагогические основы воспитания культуры межнациональных и межконфессиональных отношений у детей и молодежи : Методические рекомендации для педагогов. — Киров : Типография ООО «Лобань», 2016. — 180 с. — (соавторы: Л. Г. Сахарова, В. А. Сахаров, А. И. Парышев)

редакция и составление
- Самобытная Вятка: семья, патриотизм, толерантность : сборник статей и материалов / редкол.: Ж. В. Зорина, А. Г. Поляков (отв. ред.), Л. Г. Сахарова. — Киров : Ист.-культурное молодежное науч. о-во «Самобытная Вятка» [и др.], 2008. — 194 с. — ISBN 978-5-85908-114-7.
- Религии народов Вятского края : [учебно-справочное пособие] / [Л. А. Волкова и др.] ; Упр. по делам молодежи Кировской обл. [и др.]; [отв. ред. А. Г. Поляков]. — Киров : Ист.-культурное молодежное науч. о-во «Самобытная Вятка», 2009. — 309 с. — ISBN 978-5-85908-135-6
- Молодежь Кировской области: материалы II межрегиональной научно-практической конференции, г. Киров, 9 декабря 2010 г. / отв. ред.: А. Г. Поляков, Л. Г. Сахарова. — Киров : Ист.-культурное молодежное науч. о-во «Самобытная Вятка», 2010. — 236 с. — ISBN 978-5-85908-217-9
- Родина: земля, народ, традиция : материалы международной научно-просветительской конференции / отв. ред. Поляков А. Г. — Киров : ВЕСИ, 2022. — 285 с. — ISBN 978-5-4338-0510-1. — 100 экз.
- Духовная безопасность и традиционализм : Международная научно-просветительская конференция, 5 апреля 2023 г., Киров / ответственный редактор А. Г. Поляков. — Киров : Веси, 2023. — 202 с. — ISBN 978-5-4338-0522-4. — 100 экз.